# Championnat d'Égypte de football 2001-2002
Navigation
Saison précédente Saison suivante
La saison 2001-2002 du Championnat d'Égypte de football est la 45e édition du championnat de première division égyptien. Quatorze clubs égyptiens prennent part au championnat organisé par la fédération. Les équipes sont regroupées au sein d'une poule unique où elles rencontrent leurs adversaires deux fois, à domicile et à l'extérieur. À l'issue du championnat, les trois derniers du classement sont relégués et remplacés par les trois meilleures équipes de D2.
C'est le club d'Ismaily SC qui remporte la compétition, après avoir terminé -invaincu- en tête du classement final, avec deux points d'avance sur Al Ahly SC et treize sur le Zamalek SC, le tenant du titre. C'est le 3e titre de champion d'Égypte de l'histoire du club.

## Les clubs participants
| - Al Ahly SC - Zamalek SC - Ittihad Alexandrie - Ismaily SC - Baladiyyat El Mahallah - Promu de D2 - El Fayoum FC - Ghazl El Suez - Promu de D2 | - Al-Moqaouloun - Al Mansourah Sporting Club - Al-Qanat - Tersana SC - Al-Masry Club - Ghazl El Mahallah - Sohag FC - Promu de D2 |

## Compétition

### Classement
Le classement est établi sur le barème de points classique (victoire à 3 points, match nul à 1, défaite à 0).
| Rang | Équipe                     | Pts | J  | G  | N  | P  | Bp | Bc | Diff |
| ---- | -------------------------- | --- | -- | -- | -- | -- | -- | -- | ---- |
| 1    | Ismaily SC                 | 66  | 26 | 20 | 6  | 0  | 52 | 14 | +38  |
| 2    | Al Ahly SC                 | 64  | 26 | 20 | 4  | 2  | 50 | 17 | +33  |
| 3    | Zamalek T C (C1)           | 53  | 26 | 16 | 5  | 5  | 58 | 37 | +21  |
| 4    | Ghazl El Mahallah          | 35  | 26 | 9  | 8  | 9  | 28 | 28 | 0    |
| 5    | Al-Moqaouloun              | 33  | 26 | 8  | 9  | 9  | 32 | 31 | +1   |
| 6    | El Fayoum FC               | 32  | 26 | 8  | 8  | 10 | 26 | 34 | -8   |
| 7    | Al Mansourah Sporting Club | 31  | 26 | 8  | 7  | 11 | 27 | 31 | -4   |
| 8    | Tersana SC                 | 30  | 26 | 8  | 6  | 12 | 36 | 45 | -9   |
| 9    | Al-Masry Club              | 30  | 26 | 7  | 9  | 10 | 24 | 33 | -9   |
| 10   | Baladiyyat El Mahallah P   | 28  | 26 | 6  | 10 | 10 | 30 | 34 | -4   |
| 11   | Ittihad Alexandrie         | 27  | 26 | 6  | 9  | 11 | 23 | 32 | -9   |
| 12   | Ghazl El Suez P            | 26  | 26 | 7  | 5  | 14 | 29 | 40 | -11  |
| 13   | Al-Qanat                   | 24  | 26 | 6  | 6  | 14 | 37 | 46 | -9   |
| 14   | Sohag FC P                 | 15  | 26 | 1  | 12 | 13 | 23 | 53 | -30  |

| Légende : Qualifications et relégations | Légende : Qualifications et relégations                                                                                |
| --------------------------------------- | --- |
|                                         | Qualification pour la Ligue des champions 2003                                                                         |
|                                         | Qualification pour la Coupe des Coupes 2003                                                                            |
|                                         | Qualification pour la Coupe de la CAF 2003                                                                             |
|                                         | Relégation directe en deuxième division                                                                                |
|                                         | T : Tenant du titre C : Vainqueur de la Coupe d'Égypte P : Promu de D2 (C1) : Vainqueur de la Ligue des champions 2002 |

## Bilan de la saison
| Championnat d'Égypte de football 2001-2002 |                              |
| Champion                                   | Ismaily SC (3e titre)        |
| Coupes et trophées                         |                              |
| Vainqueur de la Coupe d'Égypte 2001-2002   | Zamalek SC                   |
| Vainqueur de la Supercoupe d'Égypte        | Zamalek SC                   |
| Qualifications continentales               |                              |
| Ligue des champions 2003                   | Zamalek SC (tenant du titre) |
| Ligue des champions 2003                   | Ismaily SC                   |
| Coupe des Coupes 2003                      | Baladiyyat El Mahallah       |
| Coupe de la CAF 2003                       | Al Ahly SC                   |
| Promotions et relégations                  |                              |
| Promus en Egyptian Premier League          | ENPPI Club                   |
| Promus en Egyptian Premier League          | Assouan SC                   |
| Promus en Egyptian Premier League          | Haras El Hodood              |
| Relégués en Egyptian Second League         | Ghazl El Suez                |
| Relégués en Egyptian Second League         | Al-Qanat                     |
| Relégués en Egyptian Second League         | Sohag FC                     |